# Гримальди, Рокко
Рокко Никколас Гримальди (англ. Rocco Niccolas Grimaldi; род. 8 февраля 1993, Анахайм, Калифорния, США) — американский хоккеист, нападающий клуба КХЛ СКА. Во время своих выступлений в НХЛ Гримальди являлся одним из самых низких хоккеистов лиги.

## Клубная карьера

### Юниорская карьера
В возрасте пяти лет Гримальди начал играть в хоккей на роликах в Калифорнии. Хоккей понравился ему больше, нежели бейсбол, поэтому в 2005 году Гримальди и некоторые члены его семьи переехали в Мичиган, чтобы он повысил свой навык. Будучи ребёнком, Рокко играл в Квебекском международном турнире по хоккею с шайбой за «Калифорнию Уэйв» в 2004 и 2005 годах. Также в Международном турнире по хоккею с шайбой в Квебеке в 2006 году выступал с командой «Детройт Литл Цезарь».
Вместе с «Детройт Литл Цезарь» Гримальди играл до 2009 года, закончив последний сезон с 43 очками в 31 игре. После играл в Юниорской сборной США в Хоккейной лиге США. Окончив сезон 2010/2011 с 62 очками в 50 играх, был выбран на Драфте НХЛ в 2011 году под 33-м номером командой «Флорида Пантерз». С 2011 по 2014 годы играл за хоккейную команду Университета Северной Дакоты «Файтинг Хокс».

### Профессиональная карьера

#### Флорида Пантерз
7 мая 2014 года подписал трехлетний контракт с «Флоридой Пантерз», но большую часть сезона провёл в клубе АХЛ «Сан-Антонио Рэмпейдж». Дебютировал в матче против «Филадельфии Флайерз» 1 ноября 2014 года, а свой первый гол в НХЛ Гримальди забил Пекке Ринне из «Нэшвилл Предаторз» уже 22 ноября. Всего за «Флориду Пантерз» провёл 27 встреч, в которых набрал 6 очков в регулярном сезоне, а также 2 матча в плей-офф без набранных очков.

#### Колорадо Эвеланш
23 июня 2016 года «Флорида» обменяла Гримальди на вратаря Рето Берро из «Колорадо Эвеланш». В сезоне 2016/17 провел за основную команду всего лишь 4 матча, в которых отдал одну передачу. 26 июля 2017 года подписал однолетний контракт с «Эвеланш», однако, за «Колорадо» в сезоне сыграл всего 6 игр, проведя вновь большую часть игр в АХЛ за «Сан-Антонио Рэмпэйдж».

#### Нэшвилл Предаторз
Будучи свободным агентом 1 июля 2018 года подписал однолетний двусторонний контракт с «Нэшвилл Предаторз» на сумму $ 650 тыс. Начальную часть сезона 2018/19 провел в клубе АХЛ «Милуоки Эдмиралс», однако, благодаря травме Кайла Терриса, был вызван в «Нэшвилл» 26 ноября. За 53 игры в сезоне набрал 13 очков. Помимо этого в сезоне 2018/19 Гримальди был самым низким хоккеистом в НХЛ. 13 апреля 2019 года забил свой первый гол в плей-офф Бену Бишопу из «Даллас Старз». В плей-офф 2019 года стал лучшим снайпером своей команды, забив 3 гола, однако «хищники» уступили «звёздам» в шести матчах. После сезона Гримальди и «Нэшвилл Предаторз» не смогли договориться о заключении контракта и стороны пошли в арбитраж, по которому они заключили новый контракт на 1 год и $ 1 млн.
В сезоне 2019/20 Гримальди установил новый для себя личный рекорд, набрав в 66 матчах 31 (10+21) очко. По ходу сезона были различные слухи и предположения об обмене Гримальди в другую команду, так как «Нэшвилл» проводил сезон не очень удачно. Однако несмотря на это, в последний день дедлайна обменов, 24 февраля 2020 года, «Нэшвилл Предаторз» продлили соглашение с Рокко Гримальди на 2 года и общую сумму $ 4 млн.
Сезон 2020/21 начался для Рокко не очень удачно, так как после 25 игр в его личном активе было всего 4 (3+1) набранных очка. В своей 26-й игре сезона он оформил покер, забив 4 гола в матче против «Детройт Ред Уингз» и стал лишь вторым игроком «Предаторз» после Эрика Найстрома, кому это удалось. Более того, он оформил хет-трик всего лишь за 2 минуты и 34 секунды, став 22-м хоккеистом НХЛ по быстроте оформления хет-трика. Помимо этого, он стал обладателем самого быстрого хет-трика в истории «Нэшвилла».

#### СКА Санкт-Петербург
13 августа 2025 года подписал двухлетний контракт с клубов КХЛ СКА из Санкт-Петербурга.

## Международная карьера

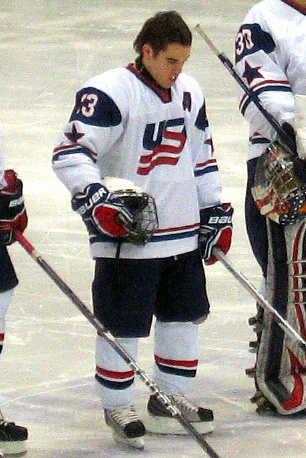
Гримальди в составе юниорской сборной США в 2011 году

В 2010 году на Мировом кубке вызова занял 1-е место в составе сборной США и стал лучшим бомбардиром и ассистентом турнира, набрав в 6 матчах 14 очков. Также в 2010 и 2011 году на Чемпионате мира по хоккею с шайбой среди юниорских команд в составе сборной США стал дважды победителем турнира.  В 2010 году в составе собственной сборной стал лучшим бомбардиром вместе с Ником Шором и Адамом Кленденингом. В 2013 году стал победителем Чемпионата мира по хоккею с шайбой среди молодёжных команд.
На ЧМ-2023 стал лучшим бомбардиром турнира, набрав 14 (7+7) очков в 10 матчах и был включён в символическую сборную турнира.

## Личная жизнь
Гримальди является христианином. Его отец был офицером полиции в Калифорнии, а мать была менеджером команды хоккейного клуба «Little Caesars AAA» в Мичигане.
В июле 2016 года Гримальди женился на Эбигейл (Эбби) Мэттсон.

## Статистика

### Клубная статистика
| 2009/10     | Юниорская сборная США    | USHL        | 32  | 11 | 9  | 20  | 22  | —  | — | — | — | — |
| 2009/10     | Юниорская сборная США    | USDP        | 36  | 14 | 26 | 40  | 38  | —  | — | — | — | — |
| 2009/10     | Юниорская сборная США    | USDP        | 26  | 7  | 16 | 23  | 12  | —  | — | — | — | — |
| 2010/11     | Юниорская сборная США    | USHL        | 23  | 12 | 13 | 25  | 18  | —  | — | — | — | — |
| 2010/11     | Юниорская сборная США    | USDP        | 58  | 39 | 34 | 73  | 65  | —  | — | — | — | — |
| 2011/12     | Норт-Дакота Файтинг Хокс | WCHA        | 4   | 1  | 1  | 2   | 2   | —  | — | — | — | — |
| 2012/13     | Норт-Дакота Файтинг Хокс | WCHA        | 40  | 13 | 23 | 36  | 18  | —  | — | — | — | — |
| 2013/14     | Норт-Дакота Файтинг Хокс | NCHC        | 42  | 17 | 22 | 39  | 48  | —  | — | — | — | — |
| 2014/15     | Сан-Антонио Рэмпейдж     | АХЛ         | 64  | 14 | 28 | 42  | 22  | 3  | 1 | 0 | 1 | 4 |
| 2014/15     | Флорида Пантерз          | НХЛ         | 7   | 1  | 0  | 1   | 4   | —  | — | — | — | — |
| 2015/16     | Портленд Пайретс         | АХЛ         | 52  | 16 | 17 | 33  | 20  | 5  | 0 | 4 | 4 | 0 |
| 2015/16     | Флорида Пантерз          | НХЛ         | 20  | 3  | 2  | 5   | 2   | 2  | 0 | 0 | 0 | 2 |
| 2016/17     | Сан Антонио Рэмпейдж     | АХЛ         | 72  | 31 | 24 | 55  | 39  | —  | — | — | — | — |
| 2016/17     | Колорадо Эвеланш         | НХЛ         | 4   | 0  | 1  | 1   | 2   | —  | — | — | — | — |
| 2017/18     | Сан Антонио Рэмпейдж     | АХЛ         | 49  | 15 | 16 | 31  | 32  | —  | — | — | — | — |
| 2017/18     | Колорадо Эвеланш         | НХЛ         | 6   | 1  | 2  | 3   | 0   | —  | — | — | — | — |
| 2018/19     | Милуоки Эдмиралс         | АХЛ         | 10  | 4  | 7  | 11  | 8   | —  | — | — | — | — |
| 2018/19     | Нэшвилл Предаторз        | НХЛ         | 53  | 5  | 8  | 13  | 10  | 5  | 3 | 0 | 3 | 0 |
| 2019/20     | Нэшвилл Предаторз        | НХЛ         | 66  | 10 | 21 | 31  | 10  | 4  | 0 | 1 | 1 | 2 |
| 2020/21     | Нэшвилл Предаторз        | НХЛ         | 40  | 10 | 3  | 13  | 4   | —  | — | — | — | — |
| Всего в АХЛ | Всего в АХЛ              | Всего в АХЛ | 247 | 80 | 92 | 172 | 121 | 8  | 1 | 4 | 5 | 4 |
| Всего в НХЛ | Всего в НХЛ              | Всего в НХЛ | 196 | 30 | 37 | 67  | 32  | 11 | 3 | 1 | 4 | 4 |

### Международная статистика
| Год                                         | Сборная                                     | Турнир                                      | Место                                       |    | И  | Г  | П  | О  | Ш |
| ------------------------------------------- | ------------------------------------------- | ------------------------------------------- | ------------------------------------------- | -- | -- | -- | -- | -- | - |
| 2010                                        | США (юн.)                                   | МКВ                                         | 1                                           | 6  | 4  | 10 | 14 | 8  |   |
| 2010                                        | США (юн.)                                   | ЮЧМ                                         | 1                                           | 7  | 2  | 8  | 10 | 6  |   |
| 2011                                        | США (юн.)                                   | ЮЧМ                                         | 1                                           | 6  | 2  | 6  | 8  | 6  |   |
| 2013                                        | США (мол.)                                  | МЧМ                                         | 1                                           | 7  | 2  | 2  | 4  | 4  |   |
| Всего за юниорскую и молодёжную сборную США | Всего за юниорскую и молодёжную сборную США | Всего за юниорскую и молодёжную сборную США | Всего за юниорскую и молодёжную сборную США | 26 | 10 | 26 | 36 | 24 |   |

## Достижения и награды
| Достижение                    | Год  |        |
| ----------------------------- | ---- | ------ |
| Матч всех звезд USHL          | 2011 |        |
| Чемпион NCAA                  | 2012 |        |
| Сборная новичков WCHA         | 2013 | [ 25 ] |
| Всеакадемическая команда WCHA | 2013 |        |